# Michał Olszewski (dziennikarz)
Michał Olszewski (ur. 1977 w Ełku) – dziennikarz, pisarz, publicysta.

## Życiorys
Absolwent I Liceum Ogólnokształcącego im. Stefana Żeromskiego w Ełku. Ukończył studia polonistyczne na Uniwersytecie Jagiellońskim. Był dziennikarzem krakowskiego wydania „Gazety Wyborczej”. W latach 2007–2012 pracował jako reporter i szef działu reportażu „Tygodnika Powszechnego”. Od 2014 redaktor naczelny krakowskiego oddziału „Gazety Wyborczej”. 
Jego debiutem prozatorskim był zbiór opowiadań Do Amsterdamu (2003), który otrzymał pierwszą nagrodę w III edycji konkursu „Znak-Proza” organizowanego przez wydawnictwo Znak. W 2005 ukazała się jego druga książka pt. Chwalcie łąki umajone. W kwietniu 2009 ukazała się trzecia książka – Low-tech. W 2010 wydał Zapiski na biletach – opowieść o podróżach po Polsce, oraz Eco-book o eko-Bogu, zapis rozmów o ekologii przeprowadzonych z franciszkaninem o. Stanisławem Jaromim. Książka Zapiski na biletach była nominowana do Nagrody Literackiej Gdynia 2011 w kategorii proza.
W 2015 otrzymał Nagrodę im. Ryszarda Kapuścińskiego za reportaż literacki za książkę Najlepsze buty na świecie.
W 2017 nakładem wydawnictwa Znak ukazała się kolejna powieść Olszewskiego #upał, a wydawnictwo Czarne wznowiło Zapiski na biletach. 

## Książki
- Do Amsterdamu, Kraków: Wydawnictwo Znak, 2003, ISBN 83-240-0355-X.
- Chwalcie łąki umajone, Wołowiec: Wydawnictwo Czarne, 2005, ISBN 978-83-89755-38-4.
- Low-tech, Kraków  Wydawnictwo Literackie, 2009, ISBN 978-83-08-04327-1.
- Zapiski na biletach, Warszawa: Wydawnictwo W.A.B., 2010, ISBN 978-83-7414-848-1.
- Eco-book o eko-Bogu [wywiad z o. Stanisławem Jaromim], Kraków: Salwator, 2010, ISBN 978-83-7580-193-4.
- Ełk. Spacerownik po mieście niezwykłym [wraz z Rafałem Żytyńcem], Ełk: Muzeum Historyczne w Ełku, 2012, ISBN 978-83-63838-00-3.
- Najlepsze buty na świecie, Wołowiec, Wydawnictwo Czarne, 2014, ISBN 978-83-7536-890-1.
- #upał, Kraków: Wydawnictwo Znak, 2017, ISBN 978-83-240-4571-6.